# Leonid Hurwicz
Leonid "Leo" Hurwicz (n. 21 august 1917, Moscova, Imperiul Rus – d. 24 iunie 2008, Minneapolis, Minnesota, SUA) a fost un matematician și economist evreu-american, laureat al Premiului Nobel pentru economie în anul 2007.
Hurwicz a fost cel care a creat conceptele de incentive compatibility și mechanism design, care măsoară modul în care rezultate dorite sunt obținute în științele economice, cele sociale și politice. Diferite tipuri de interacțiuni între indivizi și instituții, piețe și relații comerciale sunt analizate și înțelese astăzi folosindu-se modelele pe care Hurwicz le-a imaginat și dezvoltat. 

## Premii și onoruri

### Premiul Nobel în economie
În octobrie 2007, Hurwicz a primit premiul Nobel pentru ştiinţe economice împreună cu Eric Maskin de la Institute for Advanced Study și Roger Myerson de la University of Chicago, "pentru crearea fundației teoriei cunoscută ca mechanism design", conform originalului, "for having laid the foundations of mechanism design theory." .

## Publicații
- Hurwicz, Leonid  (1945). "The Theory of Economic Behavior" American Economic Review, 35(5), pp. 909–925. Exposition on game theory classic.
- Hurwicz, Leonid  (1969). "On the Concept and Possibility of Informational Decentralization," American Economic Review, 59(2), p. 513–524.
- Hurwicz, Leonid  (1973). The design of mechanisms for resource allocation, Amer. Econ. Rev., 63, pp. 1–30.
- Hurwicz, Leonid (1995). "What is the Coase Theorem?," Japan and the World Economy, 7(1), pp. 49–74. Abstract.
- Hurwicz, Leonid. Designing Economic Mechanisms. Cambridge: University Press. ISBN 0521836417.